# Heloiza Pereira
Pour les articles homonymes, voir Lacerda.
Heloiza Lacerda Pereira est une joueuse brésilienne de volley-ball née le 2 novembre 1990 à Belo Horizonte. Elle mesure 1,88 m et joue au poste d'attaquante.

## Biographie
Heloiza commence à jouer au volley-ball à l'âge de 12 ans, sur les conseils d’un professeur d’éducation physique à l’école. Après avoir joué dans plusieurs clubs brésiliens, elle joue dans plusieurs championnats nationaux et internationaux.

## Clubs
| Club                       | De        | À         |
| -------------------------- | --------- | --------- |
| Olympico Club              | 2006-2007 | 2006-2007 |
| Mackenzie Esporte Clube    | 2007-2008 | 2009-2010 |
| São Bernardo               | 2010-2011 | 2010-2011 |
| Grêmio de Vôlei Osasco     | 2011-2012 | 2011-2012 |
| VfB Suhl                   | 2012-2013 | 2012-2013 |
| Vôlei Bauru                | 2013-2013 | 2013-2013 |
| Uniara                     | 2013-2014 | 2014-2015 |
| Rio do Sul                 | 2015-2016 | 2015-2016 |
| Gresik Petrokimia          | mars 2016 | mai 2016  |
| Rio de Janeiro Volêi Clube | 2016-2017 | 2016-2017 |
| Vôlei Bauru                | 2017-2018 | 2017-2018 |
| PA Venelles                | 2018-2019 | 2018-2019 |
| MO Mougins Volley-ball     | 2019-2020 | 2019-2020 |
| USC Münster                | 2020-2021 | …         |

## Palmarès
- Championnat du monde des clubs
  - Finaliste : 2017.
- Championnat sud-américain des clubs
  - Vainqueur : 2017.
- Championnat du Brésil
  - Vainqueur : 2017.
- Coupe du Brésil
  - Vainqueur : 2017.
- Supercoupe du Brésil
  - Vainqueur : 2016.